# Художественный музей Сан-Диего
Художественный музей Сан-Диего (англ. San Diego Museum of Art; сокр. SDMA) — музей в Сан-Диего, США, расположенный в парке Balboa Park. В коллекцию музея входят экспонаты от 5-го тысячелетия до н.э. по настоящее время. Ежегодно его посещают почти полмиллиона человек.

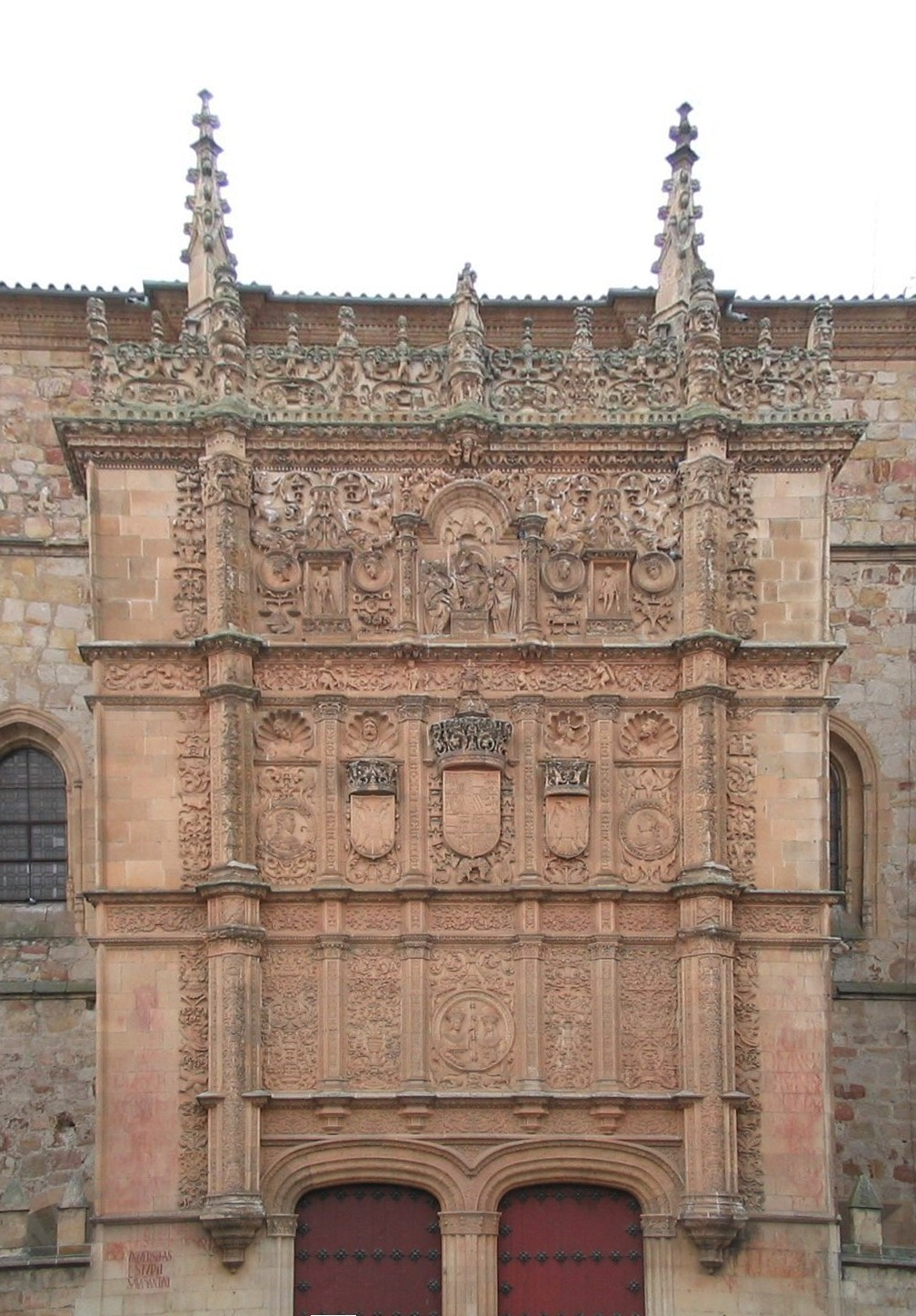
Фасад здания Университета Саламанки

Был открыт 28 февраля 1926 года как Галерея изобразительных искусств (англ. Fine Arts Gallery), носит нынешнее название с 1978 года. Здание музея было спроектировано архитекторами Уильямом Джонсоном (англ. William Templeton Johnson) и Робертом Снайдером (англ. Robert W. Snyder) в стиле платереско чтобы гармонизировать с другими зданиями Панамо-Калифорнийской выставки 1915 года. Доминантой фасада является сильно орнаментированная дверь, вдохновленная дверным проемом Университета Саламанки. Собор в Вальядолиде повлиял на дизайн экстерьера, а интерьер здания имеет мотивы больницы Санта Крус (англ. Santa Cruz Hospital) в Толедо, Испания. На строительство здания ушло два года. Спонсор Эпплтон Бриджес (англ. Appleton S. Bridges) подарил это здание городу после завершения строительства. В 1966 году к зданию было добавлено западное крыло, а 1974 году — восточное, что значительно увеличило выставочное пространство. В настоящее время разрабатываются планы по реконструкции всего музейного комплекса.
Каждый апрель месяц, начиная с 1981 года, в Художественном музее Сан-Диего проводится выставка-представление «Живое искусство» (англ. «Art Alive»), когда цветочные дизайнеры используют цветы и другие органические материалы, чтобы выразить своё толкование произведений искусства из постоянной коллекции музея.